# Joyce Brothers
Joyce Diane Brothers, född 20 oktober 1927 i Brooklyn i New York, död 13 maj 2013 i Fort Lee i Bergen County, New Jersey, var en amerikansk psykolog och TV-personlighet.
Brothers blev 1955 den enda kvinnliga vinnaren av huvudpriset i frågesporten The $64,000 Question.
Brothers blev känd som "mediepsykologins moder". Good Housekeeping hade en kolumn av henne i fyra decennier. Hon tog emot allmänhetens frågor i olika tidningar och TV-program. Karriären som psykolog inledde hon 1958, fem år efter att hon avlade sin masterexamen vid Columbia University.